# Paratropus saegerianus
Paratropus saegerianus är en skalbaggsart som beskrevs av Kanaar 1997. Paratropus saegerianus ingår i släktet Paratropus och familjen stumpbaggar. Inga underarter finns listade i Catalogue of Life.